# Lampi sull'acqua - Nick's Movie
Lampi sull'acqua - Nick's Movie (Lightning Over Water) è un documentario del 1980 diretto da Wim Wenders e da Nicholas Ray che racconta gli ultimi giorni di vita di quest'ultimo.
Fu presentato fuori concorso al 33º Festival di Cannes.

## Trama
Visitato sul letto di morte dall'amico e regista tedesco Wim Wenders, Nicholas Ray documenta insieme a lui gli ultimi giorni della propria vita, filmando ogni istante. Ray accetta di vivere i suoi ultimi giorni davanti alla cinepresa di Wenders, sapendo che cosa metterà fine alle riprese, e al film stesso: la propria morte.

## Riconoscimenti
- 1981 - Film Award in Silver